# Semiothisa bitaeniata
Semiothisa bitaeniata är en fjärilsart som beskrevs av W. Warren 1914. Semiothisa bitaeniata ingår i släktet Semiothisa och familjen mätare. Inga underarter finns listade i Catalogue of Life.